# Universidad de Leipzig
La Universidad de Leipzig (en alemán: Universität Leipzig), localizada en Leipzig en el Estado Libre de Sajonia, es la segunda más antigua de Alemania.
Fue fundada el 2 de diciembre de 1409 por Federico I, el Elector de Sajonia y su hermano Guillermo II, margrave de Meißen. En su origen, estuvo formada por cuatro facultades. Actualmente, posee catorce facultades y cuenta con alrededor de 26 000 estudiantes. La Universidad ha cumplido más de 600 años ininterrumpidos dedicados a la docencia y a la investigación.

## Historia
La alma mater de Leipzig fue inaugurado a principios del siglo XV por el papa Alejandro V de Pisa en su Bula de Reconocimiento (el 9 de septiembre de aquel año). Su fundador y primer rector fue Johannes Otto von Münsterberg.
Entre 1953, durante el Año de Karl Marx, la universidad fue renombrada Universidad Karl Marx, nombre que conservó hasta 1991.

## Facultades
Las cuatro facultades originales fueron Filosofía y Letras, Teología, Medicina y Derecho. Hoy en día, la Universidad alberga las siguientes catorce facultades:
- Facultad de Teología
- Facultad de Derecho
- Facultad de Historia, Arte y Estudios Orientales
- Facultad de Filología
- Facultad de Educación
- Facultad de Ciencias Sociales y Filosofía
- Facultad de Economía y Dirección (incluso Ingeniería Civil)
- Facultad de Ciencia de Deportes
- Facultad de Medicina (con un hospital universitario)
- Facultad de Matemáticas y Ciencias Informáticas
- Facultad de Biociencias, Farmacia y Psicología
- Facultad de Física y Ciencias de la Tierra
- Facultad de Química y Mineralogía
- Facultad de Medicina Veterinaria

## Gente asociada con la Universidad

### Profesores y alumnos ilustres
- Ernst Bloch, filósofo
- Karl Bücher, economista
- Edgar Buckingham, físico
- Peter Debye, físico
- Frédéric-Melchior Grimm, escritor ilustrado, crítico y periodista
- Gustav Fechner, psicólogo
- Paul Flechsig, neurólogo
- Theodor Frings, filólogo
- Christian Fürchtegott Gellert, teólogo y poeta
- Johann Wolfgang Goethe, poeta, novelista y dramaturgo
- Johann Christoph Gottsched, filólogo
- Werner Heisenberg, físico
- Gustav Hertz, físico
- Bartholomaeus Keckermann, filósofo y teólogo
- Felix Klein, matemático
- Friedrich Klingner, filólogo clásico
- Werner Krauss, filólogo
- Karl Lamprecht, historiador
- Gottfried Wilhelm Leibniz, filósofo y matemático
- Karl Richard Lepsius, egiptólogo
- Theodor Litt, pedagogo
- Walter Markov, historiador
- Wilhelm Maurenbrecher, historiador
- Angela Merkel, canciller de Alemania
- August Ferdinand Möbius, astrónomo y matemático
- Petrus Mosellanus, erudito humanista
- Friedrich Nietzsche, filósofo, poeta y filólogo
- Wilhelm Ostwald, químico
- Augustus Quirinus Rivinus, botánico
- Wilhelm Roscher, economista
- Martin Schongauer, grabador y pintor
- Robert Schumann, músico
- Christian Thomasius, filósofo
- Shin'ichirō Tomonaga, físico
- Bartel Leendert van der Waerden, matemático
- Rudolf von Gottschall, poeta y dramaturgo
- Ernst Heinrich Weber, médico
- Wilhelm Wundt, fisiólogo y psicólogo